# Universidad de São Paulo
La Universidad de São Paulo (USP) es una de las tres universidades públicas del estado de São Paulo, junto con la Universidad Estatal de Campinas y la Universidad Estatal Paulista. Es la universidad pública más grande e importante de Brasil y la mejor de Iberoamérica según la mayoría de clasificaciones universitarias.
La USP es una de las mayores instituciones de enseñanza superior en América del Sur, con  75.000 matriculados. La misma posee once campus, cuatro de ellos en São Paulo (el campus principal es llamado Ciudad Universitaria Armando de Salles Oliveira, con un área de 7.443.770 m²). Existen campus en las ciudades de Bauru, Lorena, Piracicaba, Pirassununga, Ribeirão Preto y dos en São Carlos. La USP actúa en enseñanza, investigación y extensión universitaria en todas las áreas del conocimiento.
Entre las universidades públicas, es la que tiene el mayor número de puestos para carreras de grado y posgrado en Brasil, siendo responsable también de la formación del mayor número de maestros y doctores en el mundo, como también es responsable de la mitad de la producción científica del Estado de São Paulo y más del 25% de la de Brasil. Como Brasil es responsable de cerca del 2% de la producción mundial, se puede decir que la USP es responsable del 0,5% de las investigaciones del mundo. Además, entre los posgrados en Brasil con conceptos 6 y 7 de la Coordinadora de Perfeccionamiento de Personal del Nivel Superior (los más altos conceptos), el 25% están en la USP, llegando al porcentaje de 55% si se considera solo el territorio Paulista.
En Brasil, la USP ha asumido sistemáticamente ese papel destacado, actuando en la creación de infraestructura científica, tecnológica y en la formación de la élite intelectual del país. La contribución de la USP en la historia brasileña es evidente incluso en los detalles más superficiales, más de una decena de presidentes brasileños se formaron en la universidad, como el sociólogo Fernando Henrique Cardoso o el abogado Jânio Quadros - este último y otros diez solamente de la Facultad de Derecho, que también formó a 53 ministros en la historia del Supremo Tribunal Federal y cuya fundación precede en 108 años a la de la propia Universidad.

## Visión general

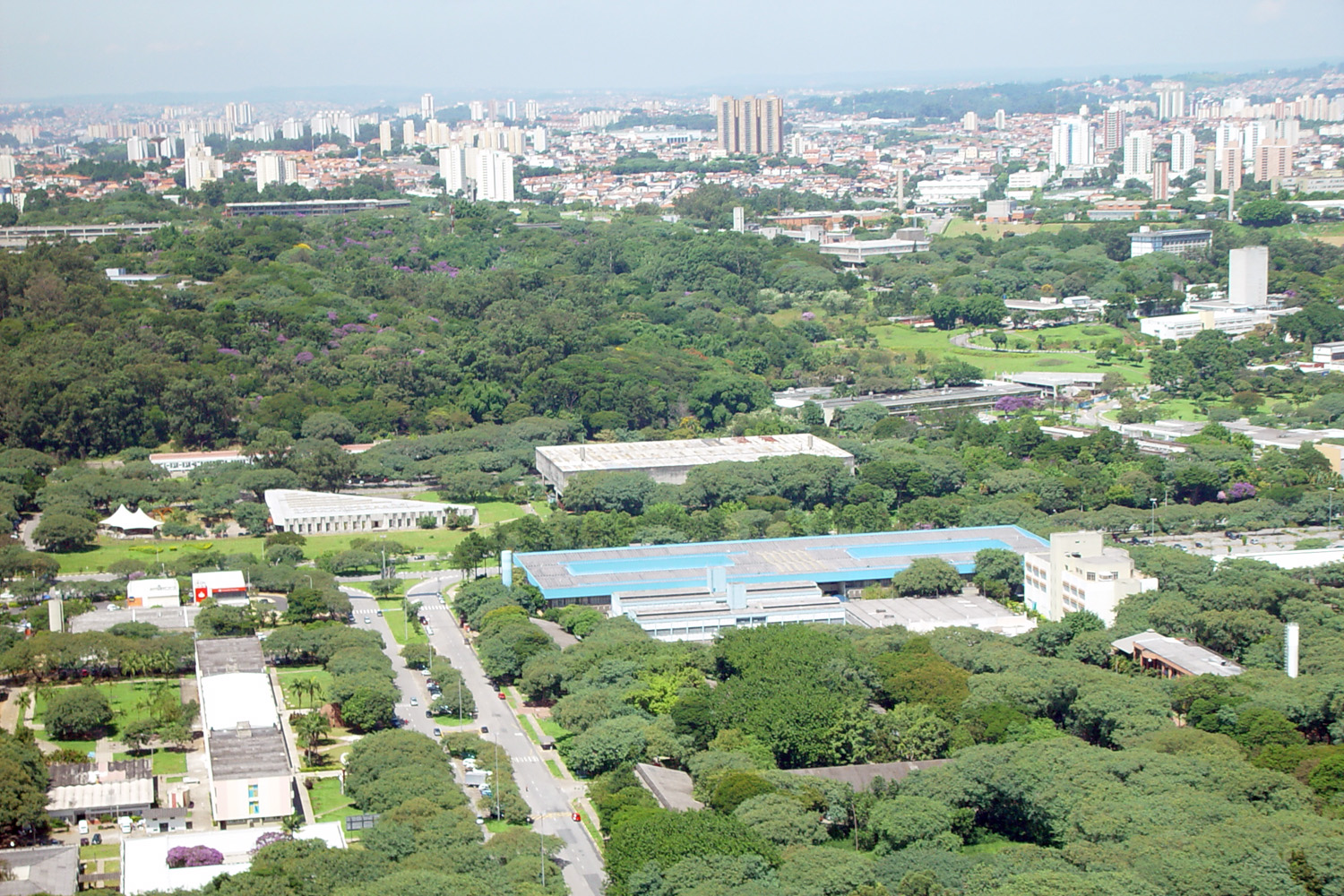
Ciudad Universitaria Armando de Salles Oliveira, en la Zona Oeste de São Paulo. Se destacan en la imagen, los edificios de la FAU-USP y de la FEA-USP.

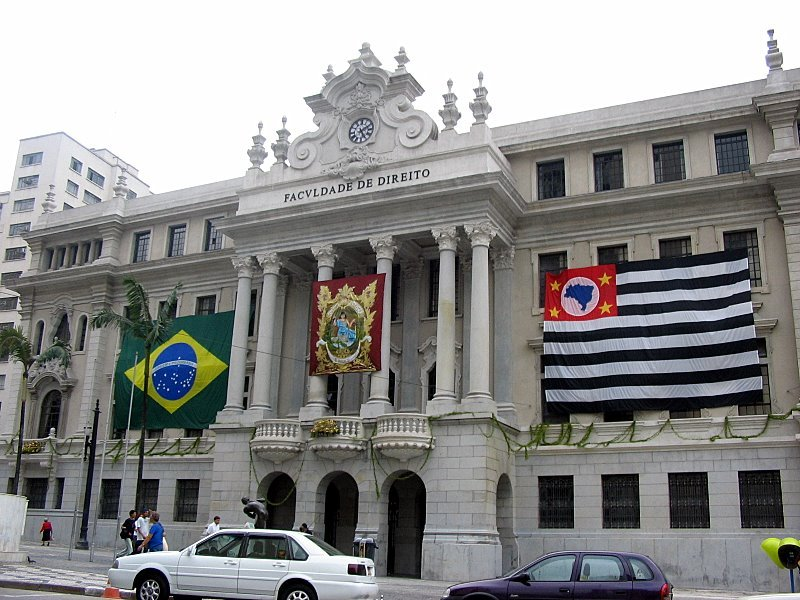
Facultad de Derecho (Centro).

Al igual que las otras dos universidades estatales paulistas (Unicamp y Unesp), la USP es mantenida principalmente a través de la recaudación del Impuesto de Circulación de Mercaderías y Servicios (ICMS), por parte del Gobierno del estado de São Paulo. Dicho tributo es fijo: de esta forma, la USP (así como las otras dos universidades citadas) es una de las pocas instituciones públicas del país que posee autonomía financiera. También recibe sumas de dinero de instituciones de fomento para la investigación y para la enseñanza superior (como la FAPESP y el CNPq). Como tercera fuente recaudadora, cuenta con una serie de fundaciones privadas que actúan en asocio con la universidad haciendo uso de sus investigadores e instalaciones y ofreciendo a cambio fondos y know-how específico. Tales fundaciones son cuestionadas en relación con su interés público, críticos afirman que estas representan el inicio de un proceso de privatización de la enseñanza superior pública.
La enseñanza en la USP es obligatoriamente gratuita (o sea, es considerada ilegal la oferta de cursos universitarios pagos en sus dependencias) y el ingreso a carreras de grado está abierto a cualquier persona que haya concluido la enseñanza media o secundaria, se entra por concurso público (conocido comúnmente como vestibular), realizado por la Fuvest (Fundación Universitária para el Vestibular), órgano autónomo relacionado con la universidad. En el concurso para el año lectivo del 2009, fueron casi 140.000 candidatos a unas de las 10.557 vacantes ofrecidas por la USP, a excepción de 100 ofrecidas por la Facultad de Ciencias Médicas de la Santa Casa de São Paulo y 50 ofrecidas por la Academia de Policía Militar do Barro Branco. Tales números colocan el examen aplicado por la Fuvest como el mayor y uno de los más concurridos del país.

## Historia

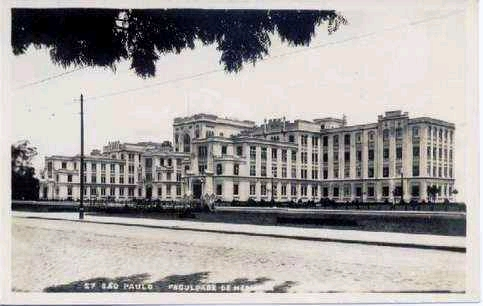
Facultad de Medicina a inicios del.

La USP surgió de la unión de la recién creada Facultad de Filosofía, Ciencias y Letras (FFCL) con las ya existentes Escuela Politécnica de São Paulo, Escuela Superior de Agricultura "Luiz de Queiroz", Facultad de Medicina, Facultad de Derecho y Facultad de Farmacia y Odontología. A FFCL surgió como el elemento de integración de la universidad, reuniendo cursos en las diversas áreas del conocimiento. Aun en 1934 había sido creada la Escuela de Educación Física del Estado de São Paulo, primera facultad civil de educación física en el Brasil y que vendría a ser incorporada por la USP unos años después. En la secuencia fue creada la Escuela de Ingeniería de São Carlos - EESC y otras varias unidades se fueron creando por la universidad en los años siguientes. En la década de 1960 la universidad paso a transferir gradualmente las sedes de sus unidades localizadas en la capital para la Ciudad Universitaria Armando de Salles Oliveira, en São Paulo, una estrategia del régimen militar en vigor en el país de desarticular a alumnos y profesores, visto que algunas de las principales organizaciones de oposición al régimen se constituían de miembros de la universidad.
Además del político Armando de Salles Oliveira, otro hombre de gran importancia en la fundación de la USP fue el periodista Júlio de Mesquita Filho.

## Estructura

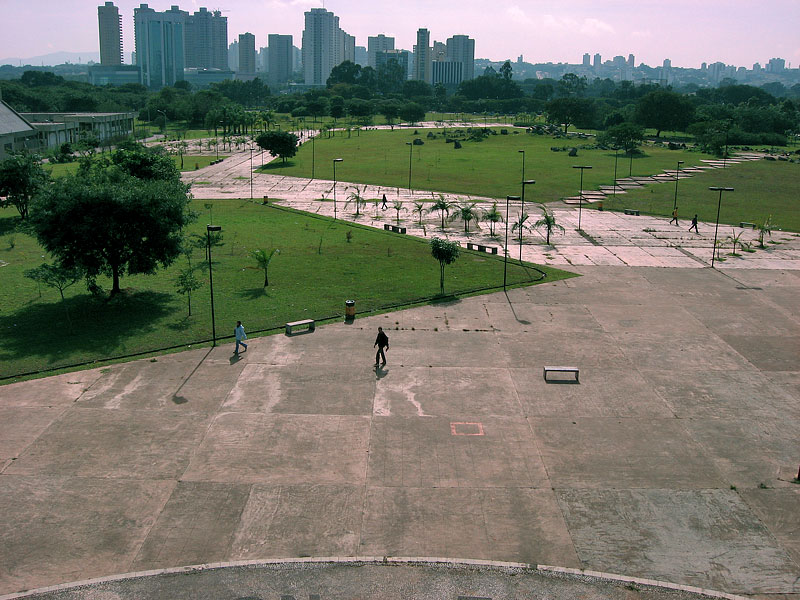
Praça do Relógio en la Ciudad Universitaria Armando de Salles Oliveira.

Actualmente la USP está formada por 36 unidades de enseñanza e investigación, 24 de las cuales se encuentran en São Paulo, ciudad que abriga también al rectorado, un centro de prácticas deportivas (CEPEUSP, el más grande de América del Sur), 4 museos, 3 hospitales (HCFMUSP, HU e HRACF), el Centro Universitário "Maria Antônia" y diversos órganos especializados de la universidad. Además, se vinculan o a ella se subordinan, para fines de enseñanza, investigación y extensión, diversos órganos públicos del estado. Recientemente, la USP se expandió para un nuevo local en São Paulo, dando origen a la EACH, ubicada en la Zona Este de São Paulo, que inició sus actividades de graduación y extensión en 2002.La Ciudad Universitária se encuentra en la Zona Oeste del municipio.

### Organización

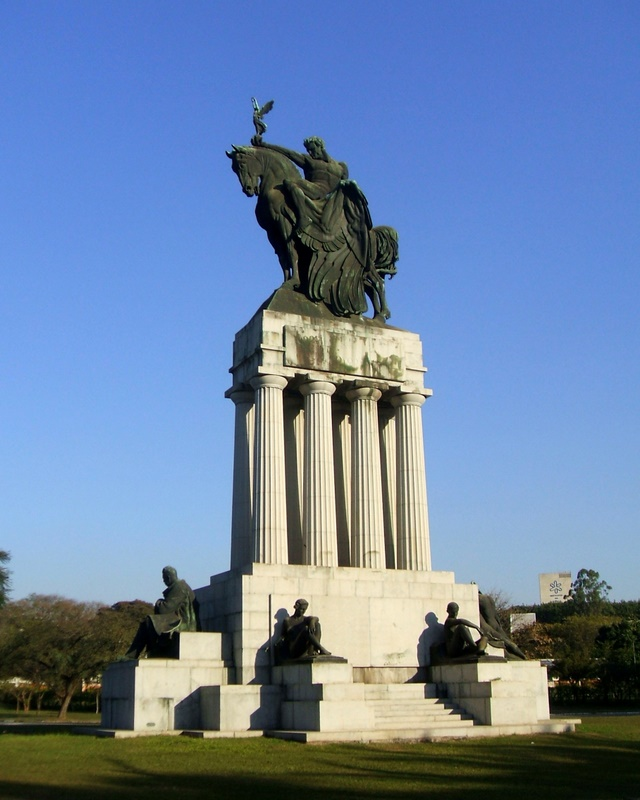
Monumento a Ramos de Azevedo en la Ciudad Universitaria.

La USP, así como la mayor parte de las universidades latinoamericanas, responde a la idea de "universidad" como un conjunto de escuelas, institutos y facultades autónomas, cada una de ellas responsable por un área de conocimiento (las ya citadas 36 unidades de enseñanza, investigación y extensión). La USP, del mismo modo que la mayoría de las Universidades Brasileras, otorga autonomía a sus unidades en lo que concierne a la organización didáctica y definición curricular de cada uno de los cursos, lo que resulta muchas veces en una considerada fragmentación excesiva de la enseñanza y en la desconexión entre el conocimiento producido en cada una de las unidades.
Cada unidad está dividida en departamentos. Un departamento normalmente es responsable por uno de los cursos ofrecidos por la unidad o por una línea de investigación específica. En el caso de unidades con apenas uno o dos cursos, los departamentos no son responsables por la totalidad del curso, sino por una parte de este. Debido a la ya citada fragmentación y descentralización de la universidad, es común ver departamentos con perfiles semejantes en unidades diferentes, lo que genera críticas en cuanto a la eficacia de las inversiones públicas y de la duplicación de los esfuerzos.

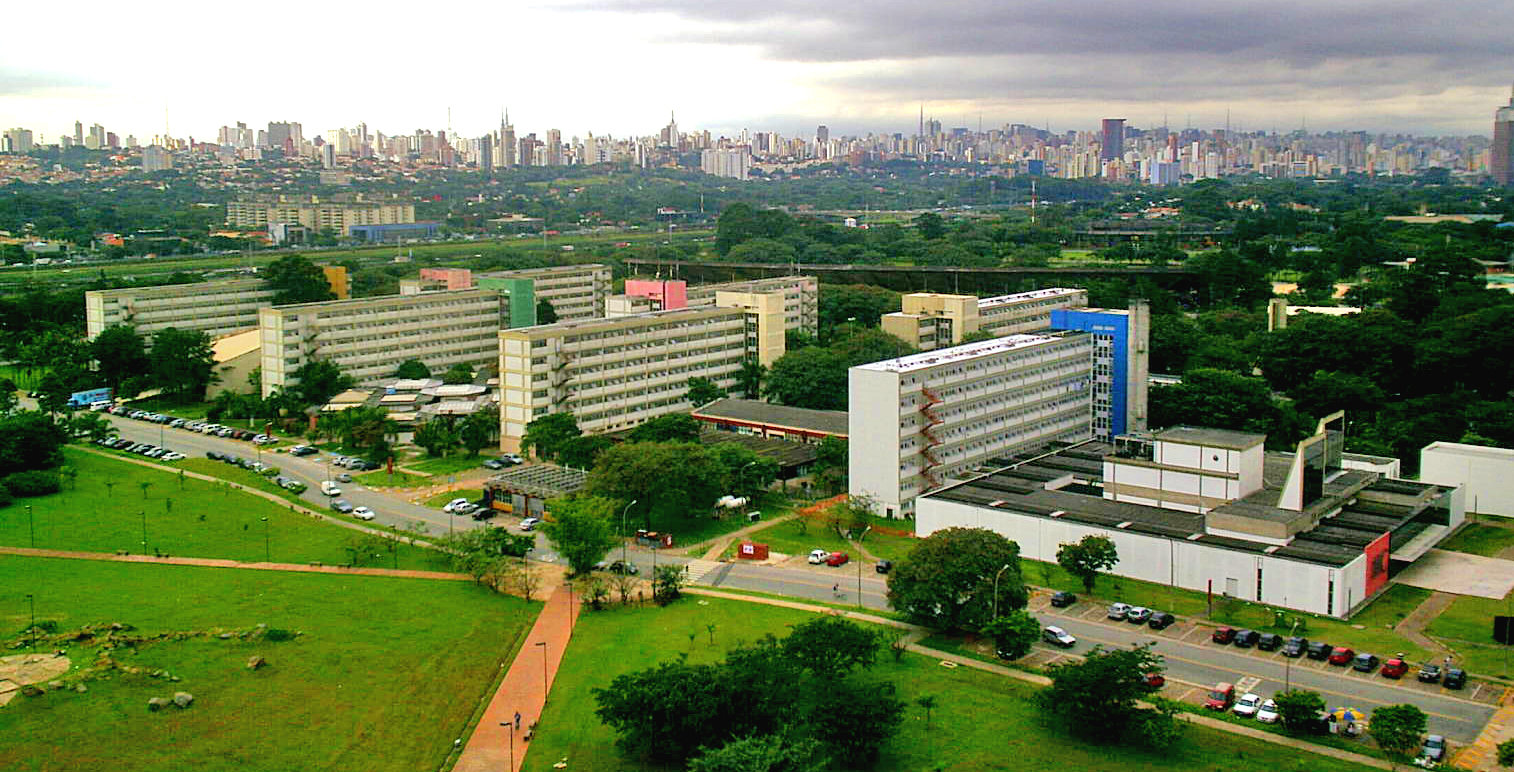
Conjunto residencial de la Ciudad Universitaria en São Paulo (CRUSP).

## Estadísticas univesitarias
Según datos del último anuario, el conjunto de informaciones relevantes sobre el funcionamiento y situación de la institución, la USP posee:
- 88.962 alumnos matriculados;
- 57.300 matriculados en la Graduación (1.er semestre);
- 26.568 matriculados en la Posgraduación;
- 13.467 de los pos-graduandos están en Maestría
- 13.101 de los pos-graduandos están en Doctorado;
- 52,49% (46.696) de estudiantes hombres y 47,51% (42.266) de mujeres;
- 5.865 docentes (de los cuales 5.786 son Doctores o título superior, 4.469 se dedican en tiempo integral); y
- 16.187 funcionarios, en todas las funciones.

## Bibliotecas
La Universidad de São Paulo posee 42 bibliotecas instaladas en las unidades de enseñanza de los diversos campus. Juntas, las mismas forman uno de los principales acervos bibliotecarios del Brasil, con cerca de 7.052.084 unidades, entre libros, tesis y periódicos. Estas bibliotecas son mantenidas por el Sistema Integrado de Bibliotecas (SIBI), que también es responsable por el catálogo en línea de las bibliotecas de la USP (Dedalus).
El Dedalus es un catálogo global, que posibilita a la consulta simultánea en todas las bibliotecas de la Universidad o por el catálogo específico de cada biblioteca. De esta manera, el usuario es capaz de ubicar la referencia bibliográfica de cualquier ítem del acervo de la USP. Algunos artículos ya posibilitan el acceso a las informaciones en línea, que provienen de Revistas Electrónicas, dinamizando las búsquedas e investigaciones.
Este sistema representa un paso importante para la mejora del acceso a la información y modernización de la enseñanza superior pública. Otro paso importante de la USP, en conjunto con Unicamp y Unesp, es el de integrar los acervos de las tres universidades estaduales paulistas a través de la red mundial de computadores Internet. Tarea que se tiene como extrema importancia para el proceso de internacionalización de estas universidades.
Parte de las tesis y disertaciones defendidas en la Universidad de São Paulo están disponibles para consulta en la Biblioteca Digital de Tesis y Disertaciones. En esta, están disponibles más de 15.921 documentos de autoría de los estudiantes y docentes de la institución. El usuario puede buscar el contenido deseado a partir de palabras claves, además de consultar la relación de los materiales disponibles por tipo (tesis de doctorado, disertación de maestrado o tesis de docencia libre), área de conocimiento (humanidades, ciencias exactas y ciencias biológicas) o por la unidad responsable por el trabajo.

### Administración

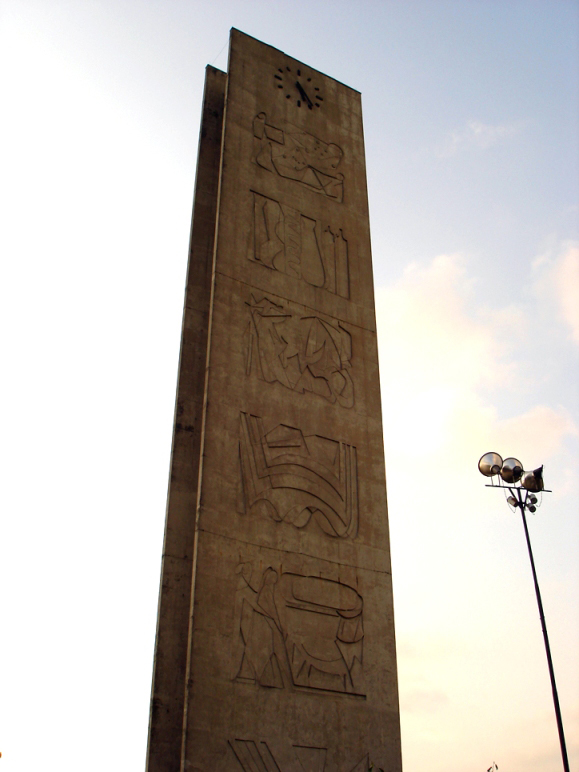
Reloj de sol ubicado en la Plaza del Reloj, Ciudad Universitaria.

La estructura administrativa de la USP tiene la Rectoría como su órgano central, así como el Rector la figura principal de la Universidad. Subordinadas a la Rectoría están las cuatro Pro Rectorías, órganos especializados en cada uno de los campos de actuación de la universidad:
- Pro Rectoría de Graduación (PRG)
- Pro Rectoría de Posgraduación (PRPG)
- Pro Rectoría de Investigación (PRP)
- Pro Rectoría de Cultura y Extensión (PRC)

En los últimos años se ha discutido la creación de una Pro Rectoría de Asistencia Estudantil, asunto que según los críticos siempre fue considerado secundario para los dirigentes de la Universidad.

## Graduación
La USP ofrece actualmente 229 cursos de graduación, cada uno de ellos subordinado a su respectiva unidad, con excepción de algunos cursos interunidades, como, por ejemplo, el curso de Informática Biomédica, ofrecido por la Facultad de Medicina de Ribeirão Preto en conjunto con la Facultad de Filosofía, Ciencias y Letras de Ribeirão Preto. En el primer semestre de 2004, fueron ofrecidas 3.225 disciplinas, las unidades básicas de enseñanza en la USP. Los cursos de graduación son clasificados por la Universidad en tres grandes áreas: Humanidades, Ciencias Biológicas y Ciencias Exactas.
| Ciencias Biológicas - Ciencias de la Actividad Física - Ciencias Biológicas - Ciencias de los Alimentos - Ciencias Fundamentales de la Salud - Educación Física - Enfermería - Deporte - Farmacia - Bioquímica - Fisioterapia - Fonoaudiología - Gerontología - Medicina - Medicina veterinaria - Nutrición - Obstetrícia - Odontología - Psicología - Terapia Ocupacional | Ciencias Exactas - Ciencias de la computación e Informática - Ciencias de la naturaleza - Ciencias Exactas – Licenciatura Plena - Ciencias Físicas y Biomoleculares - Ciencias Moleculares - Educador en Geociencias y Medio Ambiente - Ingeniería Aeronáutica - Ingeniería Agronómica - Ingeniería de Alimentos - Ingeniería Ambiental - Ingeniería Bioquímica - Ingeniería Civil - Ingeniería de Automatización y Control - Ingeniería en Computación - Ingeniería Eléctrica - Ingeniería Energética - Ingeniería Forestal - Ingeniería de los Materiales - Ingeniería Mecánica - Ingeniería Mecatrónica - Ingeniería Mecánica Electrónica - Ingeniería Metalúrgica - Ingeniería de Minas - Ingeniería Naval - Ingeniería de Petróleo - Ingeniería de Producción - Ingeniería Química - Ingeniería de Sistemas Electrónicos - Ingeniería en Telecomunicaciones - Estadística - Física - Física Computacional - Física Médica - Geofísica - Geología - Informática - Informática Biomédica - Matemática - Matemática Aplicada - Matemática Aplicada y Computacional - Meteorología - Oceanografía - Química - Sistemas de la Información - Zootecnia | Humanidades - Administración - Arquitectura y Urbanismo - Artes Escénicas - Artes Plásticas - Ciencias de la Actuación - Audiovisual - Bibliotecología - Ciencias Contables - Ciencias de la Información y de la Documentación - Ciencias Económicas - Ciencias Sociales - Diseño - Derecho - Economía - Editoración - Filosofía - Geografía - Gestión Ambiental - Gestión de Políticas Públicas - Historia - Periodismo - Ocio y Turismo - Letras - Marketing - Música - Pedagogía - Publicidad y Propaganda - Relaciones Internacionales - Relaciones Públicas - Textil y Moda - Turismo |

## Campus de la USP

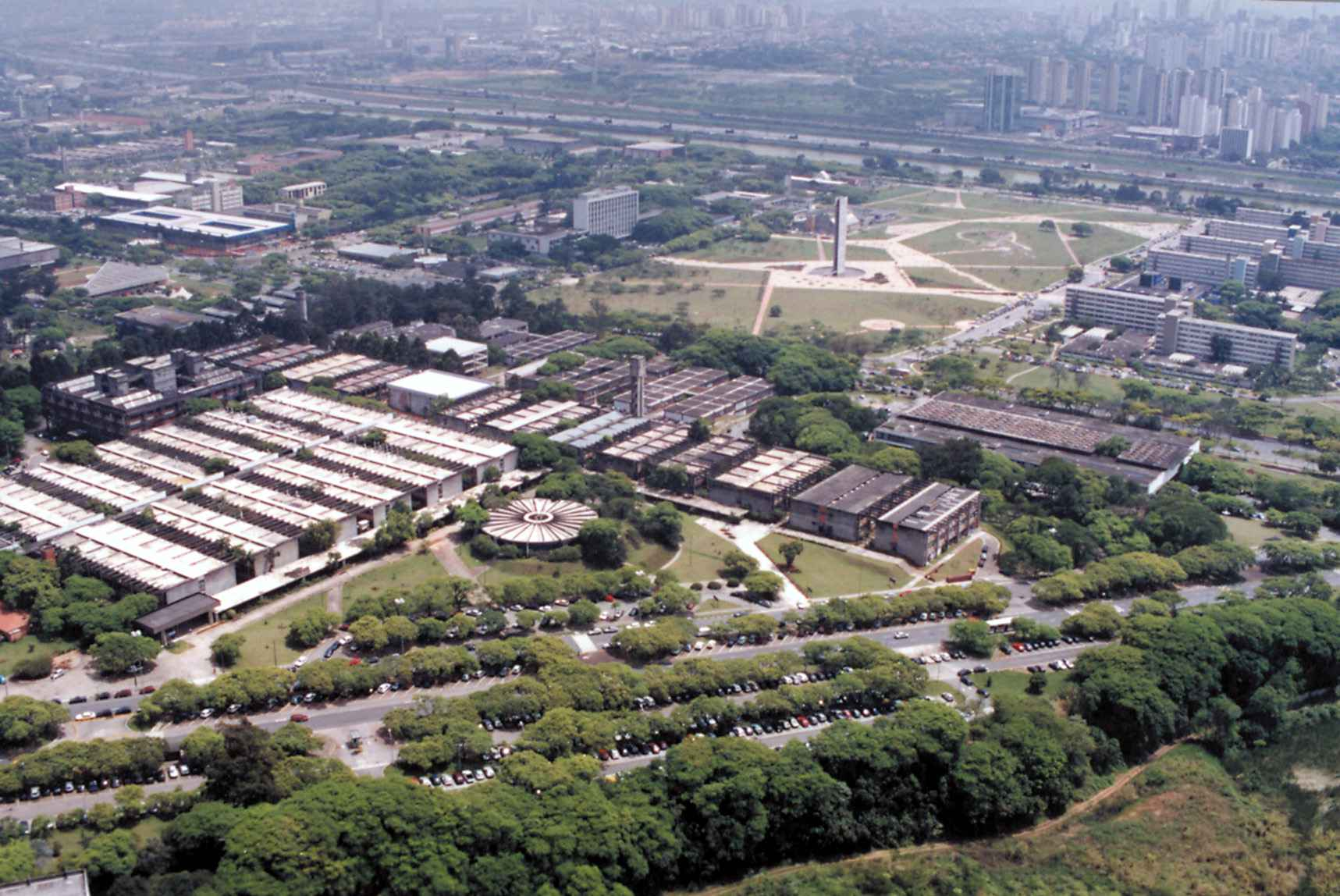
Ciudad Universitaria Armando de Salles Oliveira, campus de la USP en la ciudad de São Paulo. En destaque en la foto, la Plaza del reloj.

### São Paulo
En la Ciudad Universitaria Armando de Salles Oliveira está ubicada la estructura administrativa de toda la Universidad de São Paulo, en este campus se encuentra la mayoría de las unidades de enseñanza, investigación y extensión de la universidad, y también de los órganos centrales de la USP, como el gabinete del rector y las pro rectorías. Afuera de la Ciudad Universitaria más aún en la ciudad de São Paulo están ubicados:
- Escuela de Artes, Ciencias y Humanidades (USP Este)
- Facultad de Derecho
- Facultad de Medicina
- Escuela de Enfermería
- Facultad de Salud Pública

### São Carlos
El Campus de la USP de São Carlos fue implantado en 1948 con la creación de la Escuela de Ingeniería de São Carlos (EESC). Pero las actividades tuvieron inicio, efectivamente, cinco años después, con la primera aula con profesor el día 18 de abril de 1953, en el edificio que hoy se encuentra el Centro de Divulgación Científica y Cultural (CDCC), ubicado en la región central de la ciudad.

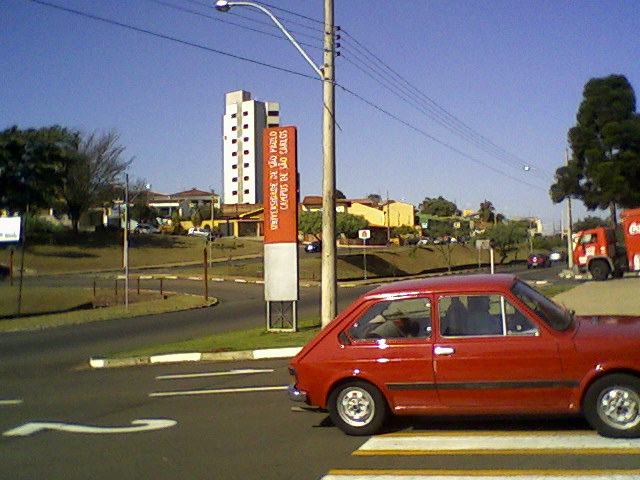
Campus de la USP en São Carlos.

El crecimiento de la escuela - tanto en el número de alumnos como en el de actividades - forzó a la transferencia de la unidad para un terreno mayor, donde fue construido el actual Campus universitario. En la década de 1970, la diversificación y el crecimiento de las actividades de la Escuela de Ingeniería se multiplicaron, terminando en un desbordamiento de la división para ese momento. Ese acontecimiento fue el que llevó a la creación de nuevas unidades de enseñanza: El Instituto de Ciencias Matemáticas de São Carlos (ICMSC) y el Instituto de Física y Química de São Carlos (IFQSC). Más tarde, en 1994, el IFQSC se divide, resultando en la creación del Instituto de Física de São Carlos (IFSC) y del Instituto de Química de São Carlos (IQSC). Ya para el año 1998, el ICMSC cambia de nombre y pasa a ser llamado Instituto de Ciencias Matemáticas y de la Computación (ICMC). A finales de 2010, se creó el Instituto de Arquitectura y Urbanismo (IAU) a partir del antiguo Departamento de Arquitectura y Urbanismo de la EESC, también como resultado de la consolidación de las actividades en el área, construyendo la más reciente unidad de enseñanza de la USP dentro del Estado de Sao Paulo.
Actualmente, estas cinco unidades de enseñanza - EESC, ICMC, IFSC, IQSC y IAU, sumadas a la Municipalidad del Campus Administrativo de São Carlos (PCASC), al Centro de Informática de São Carlos (CISC), al Centro de Divulgación Científica y Cultural (CDCC) y a otros órganos/servicios, forman la USP-São Carlos.
La unidad ya posee un segundo Campus, conocido como Campus 2, creado en consecuencia de la saturación de la capacidad del Campus original y también de nuevos cursos. Fue creado en el 2001, posee un área de poco más de 100 ha, y fue inaugurado oficialmente el 4 de noviembre de 2005, año en que pasó a incorporar las actividades académicas de la Universidad en la ciudad.
Los campus de São Carlos cuentan con una población de 8.023 personas entre alumnos de graduación y posgraduación, profesores y funcionarios.

### Ribeirão Preto
En el Campus de esta ciudad, son ofrecidos 24 cursos (totalizando 1300 puestos ofrecidos anualmente), distribuidos en las siguientes unidades:
- Escuela de Comunicación y Artes de São Paulo (Departamento de Música de Ribeirão Preto);
- Escuela de Enfermería de Ribeirão Preto;
- Facultad de Ciencias Farmacéuticas de Ribeirão Preto;
- Facultad de Economía, Administración y Contabilidad de Ribeirão Preto;
- Facultad de Filosofía, Ciencias y Letras de Ribeirão Preto;
- Facultad de Medicina de Ribeirão Preto;
- Facultad de Odontología de Ribeirão Preto;
- Facultad de Derecho de Ribeirão Preto; y
- Centro de Informática de Ribeirão Preto.

El Campus también cuenta con la estructura apropiada para su pleno funcionamiento, como, por ejemplo, una municipalidad, centrales de tratamiento odontológico, bibliotecas y el Hospital de Clínicas de Ribeirão Preto - este último vinculado a la Facultad de Medicina.

### Piracicaba
El Campus de Piracicaba fue creado el 25 de junio de 1985. El mismo es constituido por la Escuela Superior de Agricultura Luiz de Queiroz (ESALQ), por el Centro de Energía Nuclear en la Agricultura (CENA), por la Municipalidad del Campus "Luiz de Queiroz"(PCLQ), por el Centro de Informática (CIAGRI) y por la Unidad Básica de Salud (UBAS).

### Bauru

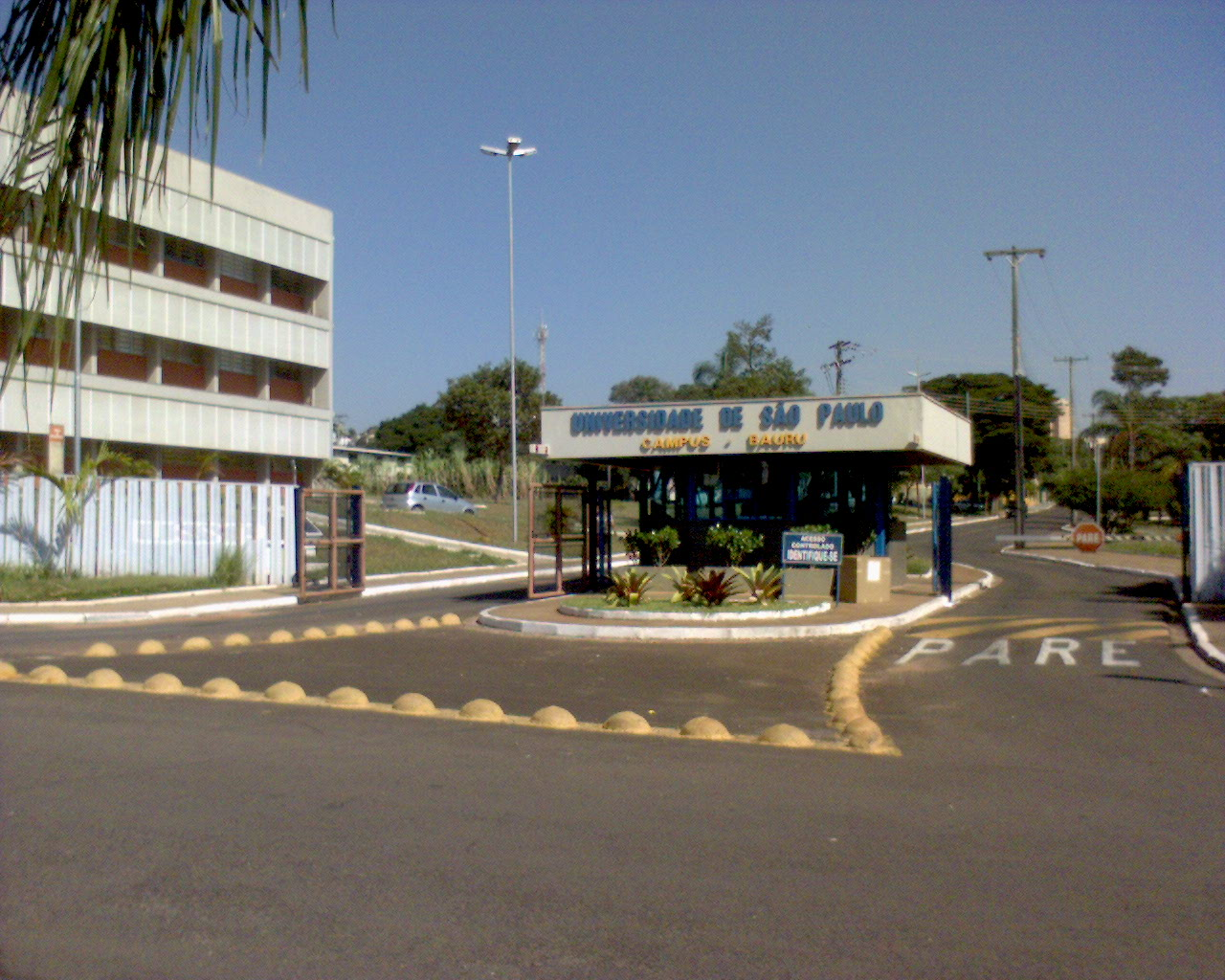
Entrada del Campus de la USP en Bauru.

El Campus de la USP en Bauru fue implantado el 24 de septiembre de 1948 con la creación de la Facultad de Odontología de Bauru.
La estructura física del campus de Bauru incluye alojamiento estudiantil, guardería y maternal, centro cultural, centro de conveniencia, complejo deportivo y restaurante, ubicados en un área de 156.850 m², integrado por una comunidad de 1.500 personas, entre alumnos, profesores y funcionarios.

### Pirassununga
El Campus de Pirassununga es el más grande de la USP en extensión territorial, siendo, en realidad una hacienda con área total de 22.690.337,770 m² de área e con 67.595,76 m² de área edificada, dividida por la Via Anhanguera entre los kilómetros 211 y 218.
La hacienda, que, en 1945, inicio sus actividades como Escuela Práctica de Agricultura Fernando Costa, se integró a la Facultad de Medicina Veterinaria y Zootecnia, en octubre de 1989, se convirtió en campus da USP. Actualmente, engloba las siguientes unidades:
- Municipalidad del Campus;
- Facultad de Zootecnia e Ingeniería de Alimentos; y
  - Museo de Anatomía Veterinaria (São Paulo)
- Facultad de Medicina Veterinaria y Zootecnia.

También, el campus posee una estructura semejante a las ciudades universitarias de la USP y de la Unicamp, con alojamiento estudiantil, agencias bancarias, restaurantes universitarios, centros deportivos, de eventos y servicio de atención médica y odontológica.

### Lorena
La Escuela de Ingeniería de Lorena (EEL-USP) es la unidad más reciente de la Universidad de São Paulo. La misma nació de la transferencia de las actividades académicas, de enseñanza y de investigación de la extinta FAENQUIL - Facultad de Ingeniería Química de Lorena, creada en 1970 - para USP el 29 de mayo de 2006. El municipio de Lorena está a 180 km de São Paulo.
Situada en el Valle del Paraíba (SP), atiende anualmente en una media de 1600 alumnos, de varias partes del país. Ofrece cursos de graduación en Ingeniería Química, Ingeniería Industrial Química, Ingeniería Bioquímica e Ingeniería de Materiales; y máster en Ingeniería Química, máster y doctorado en Ingeniería de Materiales, y en Biotecnología Industrial. Posee también cursos de especialización en Ingeniería Ambiental, Ingeniería de la Calidad y Matemática, y también Enseñanza Media y Técnica Profesional en Química.

## Clasificaciones
Según el Ranking SIR Scimago de Universidades 2019 la Universidad de São Paulo se ubica como el mejor centro de investigación de Iberoamérica y 16.º en el mundo. De acuerdo con el University Ranking by Academic Performance (URAP) 2017-2018 la Universidad de São Paulo es la mejor universidad de Iberoamérica y 36 en el mundo. En el Ranking Mines Tech la USP apareció en la posición 42 en el mundo y 3a mejor de Iberoamérica. Teniendo en cuenta el Ranking Web de Universidades la USP se ubica en el puesto 29 dentro de las mejores 50 universidades del planeta. Para el Ranking THE la USP es la 158ava mejor universidad del mundo y mejor en iberoamérica siendo a la vez una de las 70 universidades con mayor reputación del mundo. El Ranking ARWU ubica a la Universidad de São Paulo entre las mejores 150 universidades del mundo. El renombrado Ranking QS Top Universities 2014 colocó a la USP como la 131ava universidad del mundo y mejor de Iberoamérica. El Ranking NTU posiciona a la USP como la 62ava mejor universidad del globo. El Ranking de Universidades realizado por la Universidad de Leiden en el Reino Unido posiciona a la USP como la 12.ª en el mundo. El ranking US Report and World News ubicó a la USP en el primer lugar de iberoamérica y 77 en el mundo. Todos estos rankings dan razón de la Universidad de São Paulo como universidad líder en Iberoamérica y como uno de los centros educativos y científicos más reconocidos en el mundo.

## Profesores
- Daniela Millan Mora
- Danna Gabriela Aguilar
- Claude Lévi-Strauss
- César Lattes
- Fernand Braudel
- David Bohm
- Jean Dieudonné
- Anatol Rosenfeld
- François Châtelet
- Johann Julius Gottfried Ludwig Frank (1834-1841)
- Emilio Willems
- Gérard Lebrun
- Jean Maugüe
- Jean-Pierre Vernant
- Paul Hugon
- Larry Thompson
- Egon Schaden
- Robert Henri Aubreton
- Henrique Fleming
- Gilles Gaston Granger
- Heinrich Rheinboldt
- Warwick Kerr
- João Cruz Costa
- Paulo C. Chagas
- Herch Moysés Nussenzveig
- Fernando Haddad
- Bernardo Kucinski
- Roger Bastide
- Sérgio Buarque de Holanda
- Ada Pellegrini Grinover
- Antonio Candido
- Felix Hegg
- Victor Goldschmidt (filósofo)
- István Jancsó
- Emir Sader
- Ernesto Giesbrecht
- Giorgio Eugenio Oscare Giacaglia
- Martial Guéroult
- Heinrich Hauptman
- Armen Mamigonian
- Ernst Wolfgang Hamburger
- Heinz Dieter Heidemann
- Giuseppe Ungaretti
- Giuseppe Occhialini
- Pierre Monbeig
- Gleb Wataghin
- Alessandro Donati
- Lambert Meyer
- Iacov Hillel
- Jaime Pinsky
- Newton da Costa
- Milton Santos
- Vahan Agopyan
- Luigi Fantappiè
- Mário Schenberg
- Oswaldo Luiz do Valle Costa
- Kokei Uehara
- Claus Leon Warschauer
- Aziz Ab'Saber
- Paul Arbousse-Bastide
- Telêmaco de Macedo van Langendonck
- Valdemar Setzer